# Хопкинс (город, Миннесота)
Хопкинс (англ. Hopkins) — город в округе Хеннепин, штат Миннесота, США. На площади 10,6 км² (10,6 км² — суша, водоёмов нет), согласно переписи 2000 года, проживают 17 145 человек. Плотность населения составляет 1622,5 чел./км².
- Телефонный код города — 952
- Почтовый индекс — 55305, 55343, 55345
- FIPS-код города — 27-30140[1]
- GNIS-идентификатор — 0645180[2]